# Eschar
Eschar (ukrajinsky Есхар) je sídlo v Čuhujivském rajónu Charkovské oblasti na Ukrajině. Žije zde přibližně 5 200 obyvatel. Během sčítání lidu v roce 2001 zde bylo zaznamenáno 5 602 obyvatel.

## Geografie
Eschar leží na levém břehu Severního Doňce při soutoku s řekou Udy. Administrativní středisko rajónu Čuhujiv se nachází 5 kilometrů na severovýchod, oblastní centrum Charkov zhruba 30 kilometrů na severozápad. Sídlo je obklopeno dubovými lesy.

## Historie
Sídlo bylo založeno roku 1927 za účelem výstavby přilehlé uhelné elektrárny, podle Leninova elektrifikačního plánu GOELRO. Elektrárna byla dokončena v roce 1930. Název sídla na elektrárnu odkazuje – vznikl jako akronym z Електрична Станція Харківського Району (Elektryčna Stancija Charkivskoho Rajonu). Před zbudováním elektrárny se zde nacházely usedlosti Karpivskyj, Pavliv a Rizdvjanyj. Mezi lety 1938–2024 měl status sídla městského typu. V roce 1957 zde byl založen závod na výrobu železobetonových výrobků, nepřežil ale ekonomické změny 90. let. Během dekomunizace Ukrajiny byla v roce 2016 odstraněna místní socha Lenina. V červnu 2018 byl v lese u Escharu nalezen oběšený místní protikorupční aktivista Mykola Byčko. Po protestech těch, kteří nevěřili, že šlo o sebevraždu, dlouholetý starosta Anatolyj Lehkošerst rezignoval.